# Léonius de Furnes
Léonius de Furnes, né au XIIe siècle à Furnes (Comté de Flandre), et mort en 1163, est un religieux catholique flamand.
Il est abbé de l'abbaye de Lobbes puis de l'abbaye Saint-Bertin. Il accompagne Thierry d'Alsace lors de la deuxième croisade comme aumônier, et rapporte la relique du Saint Sang à Bruges,.

## Biographie
Léonius de Furnes est élevé à la cour des comtes de Flandre qu'il quitte à l'âge de 22 ans. Ensuite il entre à l'abbaye Saint-Sauveur d'Anchin dirigée par Alvise, futur 3e évêque d'Arras, qui le propose comme prieur du prieuré Saint-Georges d'Hesdin, puis pour diriger l'abbaye de Lobbes en 1131.
Léonius n'y est pas élu abbé par les moines de l'abbaye de Lobbes mais par des commissaires réunis à l'abbaye de Bonne-Espérance. Il y introduit en douceur la règle de Cluny en offrant aux opposants la liberté de rallier un autre monastère. À sa requête, le pape Innocent II, dans une bulle reçue à Lobbes en mai 1131, confirme la possession des biens de l'abbaye, règle le mode de nomination des abbés, détermine les droits et devoirs des évêques de Liège à Lobbes, défend d'inhumer les religieux dans l'église de Saint-Pierre, accorde aux moines l'autorisation de choisir eux-mêmes les avoués et met le monastère sous la protection du Saint-Siège.
Et en 1137, Léonius est appelé à diriger le monastère Saint-Bertin de Saint-Omer dont il devient le quarante-troisième abbé.
Il se rend trois fois à Rome, la première fois lors du Concile de Latran, ensuite pour défendre les intérêts de l'abbaye de Lobbes et de l'abbaye de Saint-Bertin.
Il part en 1147 à la deuxième croisade avec Louis VII de France et Thierry d'Alsace, et en reviennent en 1149 avec des trésors pour la chrétienté. Léonius de Furnes est chargé par Thierry d'Alsace de porter constamment les saintes reliques sur lui : le Saint-Sang honoré à Bruges, et le saint Cœur dont le secret a été gardé. Quelque temps plus tard sainte Lutgarde (1182-1246) sera l'une des premières propagatrices de la dévotion au Sacré-Cœur.

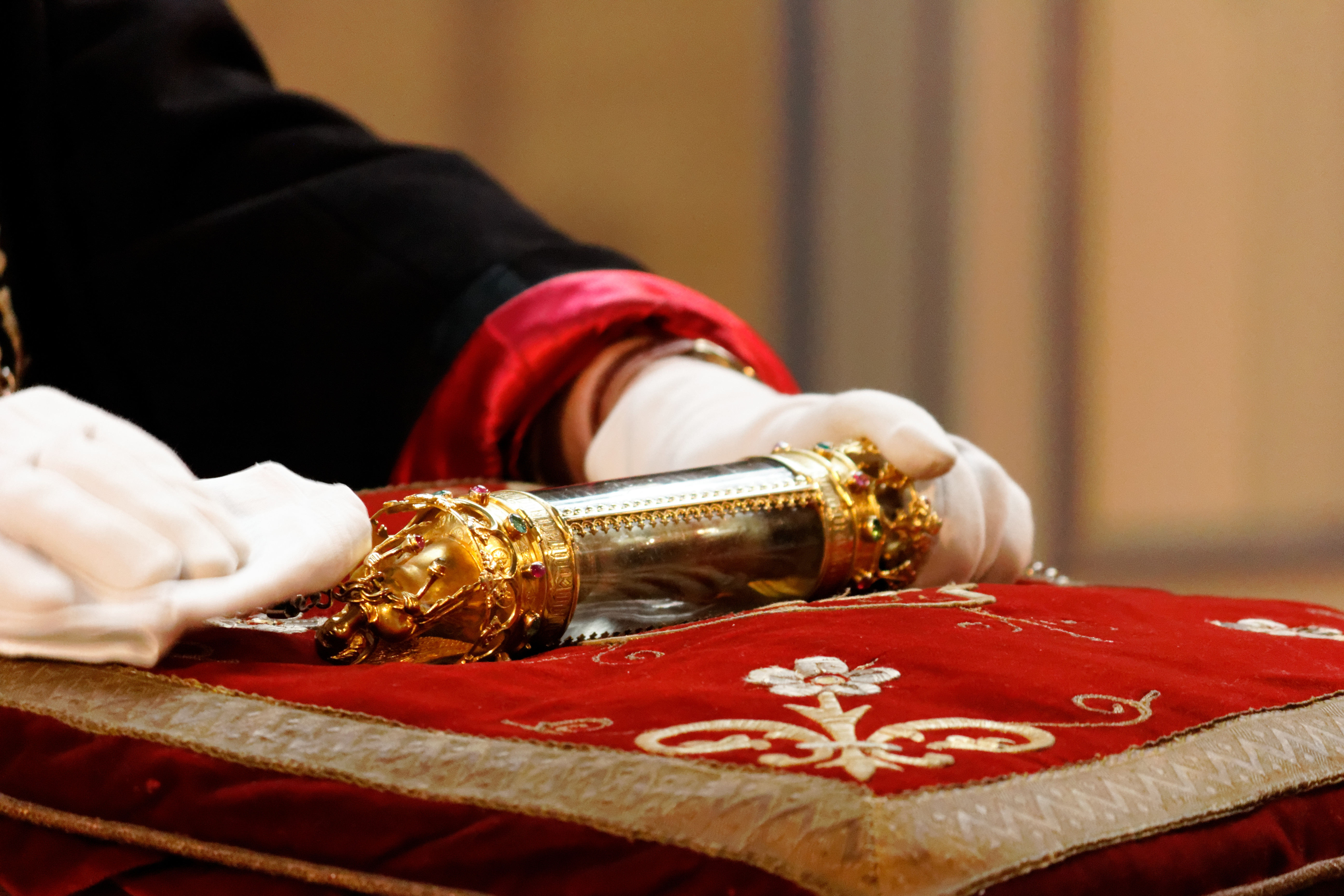
La relique du Saint-Sang, basilique du Saint-Sang de Bruges.

## Commémoration du Saint-Sang
À Bruges, chaque année en mai, la procession du Saint-Sang commémore le retour de Thierry d'Alsace de croisade et la Saint-Relique est présentée à la foule par la confrérie du Saint-Sang. Cet événement a été reconnu en 2009 par l'UNESCO comme faisant partie du patrimoine culturel immatériel de l'humanité.